# Mistrzostwa Rumunii w rugby union (1928)
Mistrzostwa Rumunii w rugby union 1928 – trzynaste mistrzostwa Rumunii w rugby union. Tytuł po roku przerwy ponownie zdobyła drużyna AP Stadiul Român București.
Klasyfikacja końcowa:
1. Stadiul Român
2. Sportul Studențesc
3. TCR
4. RCB
5. Avantul Sportiv